# Паулінув (Великопольське воєводство)
Паулінув (пол. Paulinów) — село в Польщі, у гміні Пшикона Турецького повіту Великопольського воєводства.
Населення — 54 особи (2011).
У 1975-1998 роках село належало до Конінського воєводства.

## Демографія
Демографічна структура станом на 31 березня 2011 року:
|          | Загалом | Допрацездатний вік | Працездатний вік | Постпрацездатний вік |
| -------- | ------- | ------------------ | ---------------- | -------------------- |
| Чоловіки | 29      | 9                  | 16               | 4                    |
| Жінки    | 25      | 9                  | 11               | 5                    |
| Разом    | 54      | 18                 | 27               | 9                    |